# ضبط اجتماعي
يشير مصطلح الضبط الاجتماعي إلى الآليات أو العمليات المجتمعية والسياسية التي تنظم سلوك الفرد والجماعة في محاولة للوصول إلى الامتثال والمطابقة مع قواعد مجتمع معين أو حكومة أو فئة اجتماعية. ويحدد علماء الاجتماع شكلين أساسيين للضبط الاجتماعي:
1. وسائل غير رسمية للضبط - وهي   الاجتماعية والقيم من خلال عملية  باسم التنشئة الاجتماعية، والتي تعرف بأنها «العملية التي من خلالها يبدأ الفرد، المولود بإمكانات سلوكية واسعة بشكل كبير، في تطوير السلوك الفعلي الذي يقتصر على أضيق نطاق لما هو مقبول بالنسبة له وفقًا لمعايير الجماعة».[1]
2. الوسائل الرسمية للضبط الاجتماعي - هي العقوبات الخارجية التي تفرضها الحكومة لمنع حدوث الفوضى أو الشذوذ في المجتمع. وهناك بعض الباحثين ، مثل إميل دوركايم، يشيرون إلى هذا النوع من الضبط باسم التنظيم.

عندما كان مفهوم الضبط الاجتماعي منذ تشكيل علم الاجتماع المنظم، تغير المعنى بمرور الوقت. في الأصل، كان المصطلح يشير ببساطة إلى قدرة المجتمع على تنظيم نفسه. ولكن في ثلاثينيات القرن العشرين (1930)،  المصطلح بمعناه الأكثر حداثة لهداية الفرد إلى الامتثال. وبدأت دراسة نظرية الضبط الاجتماعي  منفصل في أوائل القرن العشرين.
كما تم التوضيح أعلاه، يمكن أن تكون وسائل فرض الضبط الاجتماعي رسمية أو غير رسمية. يقول عالم الاجتماع إدوارد ألسورث روس أن النظم العقائدية تفرض سيطرة على السلوك البشري أكبر من القوانين التي تفرضها الحكومة، بغض النظر عن أي شكل تتخذه العقائد. ومع ذلك، فإن نظم الضبط الاجتماعي الرسمية التي  البلديات في جميع أنحاء أمريكا الشمالية لها عواقب وخيمة للأفراد الذين تسعى هذه النظم إلى تقييدهم.

## الوسائل غير الرسمية
تُعد القيم المجتمعية الموجودة لدى الأفراد منتجات من الضبط الاجتماعي غير الرسمي، والذي يمارسه المجتمع ضمنيًا من خلال تقاليد ومعايير وأعراف خاصة. يستوعب الأفراد قيم مجتمعهم، سواءً كان ذلك بوعي أو بدون تلقين. ويعتمد المجتمع التقليدي في الغالب على الضبط الاجتماعي غير الرسمي المرسخ في ثقافته العرفية لتعليم أعضائه الاندماج فيه.
قد تشمل العقوبات غير الرسمية الخزي والسخرية والتهكم والنقد وعدم الموافقة، والتي يمكن أن تؤدي بالفرد إلى الابتعاد عن المعايير المجتمعية للمجتمع. وفي الحالات القصوى، قد تشمل العقوبات تمييزًا اجتماعيًا واستبعادًا. عادة ما يكون للضبط الاجتماعي تأثير أكبر على الأفراد لأن القيم المجتمعية تصبح مستبطنة، وبالتالي تصبح جانبًا من جوانب شخصية الفرد.
تتحقق العقوبات غير الرسمية من السلوك «المنحرف». ويأتي مثال على العقوبة السلبية من مشهد في فيلم «بينك فلويد» وهو «الجدار»، حيث يتم السخرية من البطل الشاب وسبه من قبل معلم بالمدرسة الثانوية لكتابته الشعر في حصة الرياضيات. وهناك مثال آخر من نفس الفيلم وهو مشهد «عن صبي»، عندما يتردد صبي صغير في القفز من منصة وثب عالية ويُسخر منه لخوفه. لذلك يقفز في النهاية، وقد سيطر على سلوكه الخوف من الخزي.
تكافئ الضوابط غير الرسمية السلوك المقبول أو غير المقبول (أي الانحراف) أو تعاقبه وتتنوع من فرد لآخر ومن جماعة لأخرى ومن مجتمع لآخر. على سبيل المثال، في اجتماع معهد للمرأة قد تنقل النظرة غير الموافقة رسالة مفادها أنه من غير المناسب مغازلة الوزير. وفي عصابة إجرامية، من ناحية أخرى، تطبق عقوبات أقوى في حالة تقديم شخص يتم تهديده بلاغًا للشرطة عن وجود نشاط غير قانوني.
وقد جادل باحثون نظريون مثل نعوم تشومسكي أن التحيز المنهجي موجود في وسائل الإعلام الحديثة. وهكذا قيل إن مجالات التسويق الإعلان والعلاقات العامة تستفيد من الاتصال الجماهيري للمساعدة في مصالح بعض النخب السياسية ورجال الأعمال. وغالبًا ما كانت جماعات الضغط الأيديولوجية والاقتصادية والدينية القوية تستخدم أنظمة واتصالات إلكترونية مركزية للتأثير على الرأي العام.

## الوسائل الرسمية
تاريخيًا، كانت المجتمعات قادرة بسهولة على طرد الأفراد غير المرغوب فيهم من الأماكن العامة من خلال قوانين التشرد وغيرها من أشكال الإبعاد. وفي ستينيات وسبعينيات القرن العشرين، كانت أوامر الاستبعاد هذه تُستنكر بأنها أفعال غير دستورية  وبالتالي تم رفضها من قبل المحكمة العليا. وقد أحدث تقديم نظرية النوافذ المحطمة في ثمانينيات القرن العشرين تحولاً جذريًا في المفاهيم المستخدمة في تشكيل السياسات من أجل الالتفاف على القضية السابقة المتمثلة في عدم الدستورية. ووفقًا لهذه النظرية، تشير بيئة مساحة معينة إلى صحتها للجمهور، بما في ذلك للمخربين المحتملين. ومن خلال الحفاظ على بيئة منظمة، يتم نصح الأفراد بالعدول عن التسبب في حالة من الفوضى في هذا المكان بالتحديد. ومع ذلك، تشير البيئات المليئة بالاضطراب، مثل النوافذ المحطمة أو الكتابة على الجدران، إلى عدم قدرة الحي في الإشراف على نفسه، وبالتالي يؤدي ذلك إلى زيادة في النشاط الإجرامي. وبدلاً من التركيز على البيئة المبنية، غالبًا ما تؤكد السياسات المدعومة بنظرية النوافذ المحطمة على السلوك البشري غير المرغوب فيه باعتباره اضطرابًا بيئيًا يثير ارتكاب المزيد من الجرائم. وتقدم قوانين الكياسة، التي ظهرت في أواخر ثمانينيات وأوائل تسعينيات القرن العشرين، مثالاً على استخدام هذا الجانب الأخير من نظرية النوافذ المحطمة كشرعية للتمييز ضد الأفراد الذين تعتبرهم غير منضبطين من أجل زيادة الشعور بالأمن في الأماكن الحضرية. وتجرم قوانين الكياسة بشكل فعال الأنشطة التي تعتبر غير مرغوب فيها، مثل الجلوس أو الاستلقاء على الأرصفة والنوم في الحدائق العامة والتبول أو الشرب في الأماكن العامة والتسول في محاولة لإجبار الأفراد الذين يقومون بهذه الأنشطة وغيرها على الانتقال إلى أطراف المجتمع. وليس من المستغرب بعد ذلك، أن تؤثر هذه القيود بشكل غير متناسب على المشردين.
يتم اعتبار الأفراد غير مرغوب فيهم في الأماكن الحضرية لأنهم لا يتوافقون مع المعايير الاجتماعية، التي تسبب عدم ارتياح لكثير من سكان بعض الأحياء. وقد عمق هذا الخوف نظرية النوافذ المحطمة واستغلالها في السياسات التي تسعى إلى القضاء على السلوكيات غير المرغوبة من المناطق المرئية في المجتمع. وفي المدينة ما بعد الصناعية، تهتم السياسات أولاً ببيع التجزئة والسياحة وقطاع الخدمات، ولا يوجد شك في أن الضغوط المتزايدة لخلق صورة لمدينة منظمة وملائمة للعيش تساعد في الأشكال الأحدث للضبط الاجتماعي. حتى أن هذه التقنيات الجديدة تتضمن محاولات مكثفة بشكل أكبر لطرد بعض الأفراد مكانيًا من الأماكن الحضرية منذ تكليف الشرطة باستخدام سلطة أكبر في فحص الأفراد، على أساس الشك بدلاً من الدليل القاطع عن وجود إجراءات غير مشروعة.
إن أوامر الاستبعاد من الحدائق (تمنع الأفراد من ارتياد أحد أو بعض أو كل الحدائق في المدينة لفترة طويلة من الزمن بسبب القيام بمخالفة سابقة) وقوانين التعدي على ممتلكات الغير (خصخصة مناطق يعتقد بشكل عام أنها عامة لكي يتسنى للشرطة اختيار من يستجوبونه من الأفراد) وأوامر البقاء خارج الحدود (البقاء بعيدًا عن مناطق المخدرات (SODA) والبقاء بعيدًا عن مناطق البغاء (SOAP) وهي الأوامر التي تمنع الوصول إلى هذه الأماكن) هي مجرد عدد قليل من تقنيات الضبط الاجتماعي الجديدة التي تستخدمها المدن لتهجير بعض الأفراد إلى أطراف المجتمع. وتتضح العديد من المواضيع المشتركة في كل من آليات هذا الضبط. أولها هو القدرة على تقييد الأفراد مكانيًا في مدينتهم. ويعد رفض أي من القوانين أعلاه جريمة جنائية تؤدي إلى الحبس المحتمل. وبالرغم من أنه لا يتعرض جميع الأفراد لأمر استبعاد يلتزمون به، إلا أن هؤلاء الأفراد، على أقل تقدير، يتم تقييد حركتهم مكانيًا من خلال تقليل حركتهم وحريتهم في جميع أنحاء المدينة.وهذا التقييد المكاني للأفراد يؤدي إلى اضطراب خطير وتدخل في حياتهم. وبشكل عام، يتردد الأفراد المشردون على الحدائق لأنها منطقة توفر لهم مقاعد للنوم ومراحيض عامة وخدمات عامة في بعض الأحيان وشعور عام بالأمن من خلال وجودهم بالقرب من آخرين في ظروف مماثلة لهم. أما المناطق المخصصة، مثل المكتبات وأنظمة النقل العام والجامعات والمؤسسات التجارية التي تعد أماكن عامة، تعطي الشرطة ترخيصًا بإبعاد هؤلاء الأفراد منها على النحو الذي يعتبرونه مناسبًا، حتى إذا كان لدى الفرد نية أخلاقية للقيام بها في هذا المكان. إن أوامر البقاء خارج الحدود التي تحاول منع دخول مدمني المخدرات والعاهرات وغيرهم إلى المناطق التي تتركز بها جرائم المخدرات والجرائم الجنسية تقيد قدرة هؤلاء الأفراد في البحث عن خدمات اجتماعية مفيدة في إعادة التأهيل، لأن هذه الخدمات غالبًا ما تقع في مناطق الـ SODAوالـ SOAP.
يتم منع الأفراد غير المرغوب فيهم من دخول محيط المجتمع، وذلك من خلال منع وصولهم إلى الأماكن الهامة في المدينة. وعلى الرغم من الحاجة إلى معالجة القضايا الاجتماعية التي تدمر بطبيعتها هؤلاء الأفراد، إلا أن دفع هؤلاء الأفراد أكثر بعيدًا عن الأنظار لا يدفعهم إلا إلى البقاء بعيدًا عن التفكير.

### بيير بورديو
ترتبط نظرية الممارسة ارتباطًا قويًا بالمنظر الفرنسي وعالم الاجتماع بيير بورديو. إذ أن مفهومه عن الخلقة يمثل صيغة هامة لمبادئ نظرية الممارسة، فقد طور بورديو مفهوم «الخلقة» لالتقاط «الاستيعاب الدائم للنظام الاجتماعي في جسم الإنسان». ويعد كتابه الخطوط العريضة لنظرية الممارسة، الذي يستند إلى عمله في الجزائر خلال ثورة التحرير الجزائرية، مثالًا على صياغته الخاصة لنظرية الممارسة المطبقة على البيانات التجريبية التي جُمعت من خلال علم وصف الأعراق البشرية. يعتبر العديد من أعماله الكلاسيكية، ليس فقط في علم الاجتماع، لكن أيضًا في علم الإنسان والتعليم والعلاقات الدولية والدراسات الثقافية. لُقّب كتاب التميز: نقد اجتماعي للحكم على الذوق العام، كواحد من أهم عشرة أعمال القرن العشرين في علم الاجتماع من قِبَل الرابطة الاجتماعية الدولية.

### أنتوني غيدنز
انطلاقًا من نظريته في البنية ونظرته الشمولية للمجتمعات الحديثة، يعتبر أنتوني غيدنز أحد أبرز علماء الاجتماع الحديث. أما أعماله، المشاكل المركزية في النظرية الاجتماعية (1979) ودستور المجتمع (1984)، فقد جلبت له شهرة دولية على الساحة الاجتماعية. وضع غيدنز نظرية الهيكلة وهي تحليل للوكالات والهيكل، التي لا تمنح فيها الأولوية لأي منهما، وذلك لإظهار «كيف يمكن لمبادئ النظام أن تنتج وتُنتج على مستوى الممارسة نفسها» وليس من خلال بعض «الأوامر» التي تؤثر على الجهات الفاعلة.

### ميشال فوكو
من المفاهيم الوثيقة الصلة بموطن بورديو، مفهوم «الانضباط» الذي وضعه ميشال فوكو. مثل الخلقة، يُعدّ الانضباط الهيكل والقوة التي تم إدارجهما في الجسم لتشكيل السلوك الدائم». لكن على النقيض من بورديو، فقد ركز فوكو بشكل خاص على العنف الذي تُستخدم من خلاله الأنظمة الحديثة (مثل السجون والملاجئ) كشكل من أشكال الضبط الاجتماعي.

## وصلات خارجية
- Deflem, Mathieu. 2007. “The Concept of Social Control: Theories and Applications.” Paper presented at the International Conference on “Charities as Instruments of Social Control in Nineteenth-Century Britain,” Université de Haute Bretagne (Rennes 2), Rennes, France, November 22–23.
- Sociology of Social Control - Outline of a university course taught by Mathieu Deflem.
- Sociology of social control - Summary of ideas.
- Social control